# امبوهیدراناندیانا
امبوهیدراناندیانا (به لاتین: Ambohidranandriana) یک سکونتگاه مسکونی در ماداگاسکار است که در واکینانکاراترا واقع شده‌است.

## خصوصیات
امبوهیدراناندیانا ۱۱٬۰۰۰ نفر جمعیت دارد و ۱٬۵۸۴ متر بالاتر از سطح دریا واقع شده‌است.